# Učka (tunel)
Učka – tunel drogowy w ciągu autostrady A8 w Chorwacji. Tunel stanowi przejście autostrady A8 przez masyw Učka na północ od Rijeki, koło miejscowości Matulji na półwyspie Istria. Budowę rozpoczęto w 1978, a zakończono w 1981 roku. Przejezdny jest tylko południowy tunel, z jednym pasem ruchu w każdym kierunku. Północny tunel jest wciąż w budowie.

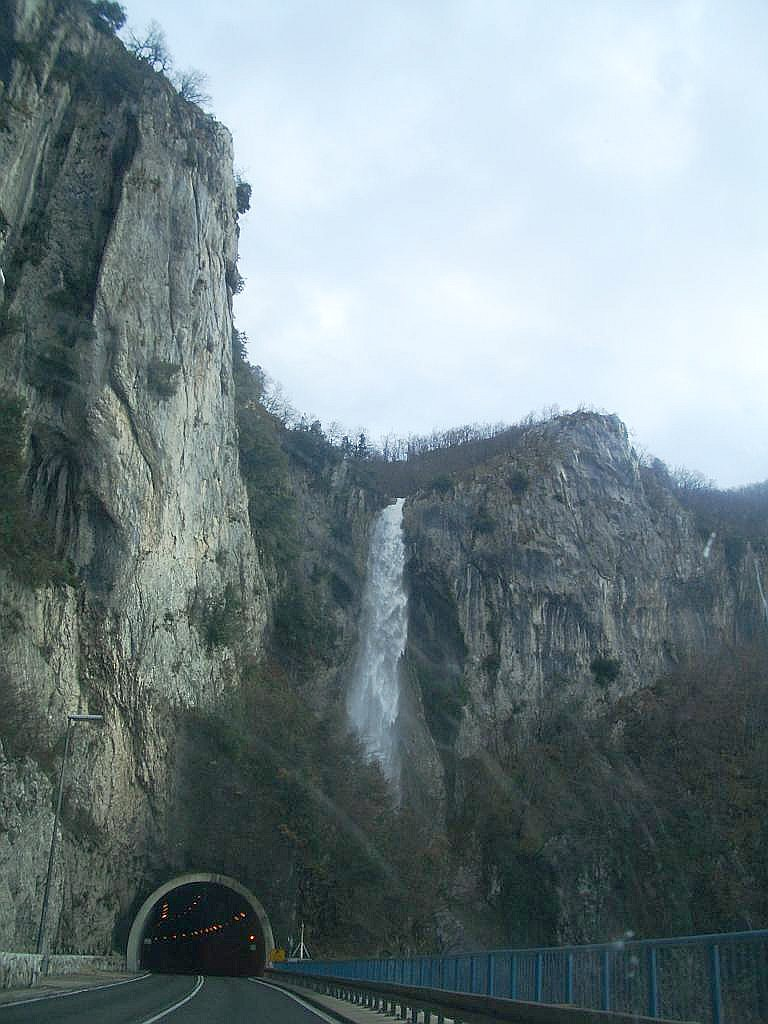
Tunel Učka